# Molares
Molares ist ein Ort und eine ehemalige Freguesia des Municípios Celorico de Basto im Norden von Portugal. Sie hat eine Fläche von 3,07 km² und 625 Einwohner (Stand 30. Juni 2011).
Mit den Frequesias Gagos und Veade bildet sie die Vila Fermil de Basto.
Als Besonderheit der Freguesia gilt die Kirche, Igreja de Santo André, die im Mittelpunkt von Molares liegt.
Molares verfügt über eine Berufsschule, die Escola Profissional de Fermil.
Am 29. September 2013 wurden die Gemeinden Molares, Veade und Gagos zur neuen Gemeinde União das Freguesias de Veade, Gagos e Molares zusammengeschlossen.